# Auto-Palace
Auto-Palace war ein niederländischer Importeur und kurzzeitig auch Hersteller von Automobilen.

## Unternehmensgeschichte
Das Unternehmen aus Den Haag war bereits vor 1908 als Importeur für Fahrzeuge von Hansa, Itala, Mercedes, Saurer und Unic tätig. Auf der Automobilausstellung RAI im Januar 1908 stellte das Unternehmen erstmals eigene Fahrzeuge aus. Diese Modelle waren kein Erfolg. Ende August 1908 wurden die letzten selbst hergestellten Autos verkauft. Als Autohaus für Mazda war das Unternehmen noch bis vor wenigen Jahren aktiv, bevor es von Mazda dealer Auto Haagstad bv übernommen wurde.

## Automobile
Das einzige Modell 6/12 PK hatte einen importierten Vierzylindermotor. Im Angebot waren die Karosserieformen Duc für 2925 Niederländische Gulden, Landaulet für 3895 Gulden und Limousine für 4140 Gulden.